# دیوید گربر
دیوید گربر (انگلیسی: David Gerber؛ ‏ ۲۵ ژوئیهٔ ۱۹۲۳ – ۲ ژانویهٔ ۲۰۱۰) تهیه‌کننده تلویزیونی و مدیر اجرایی تولید اهل ایالات متحده آمریکا بود. وی در طول دوران فعالیتش، رئیس بخش تولیدات تلویزیونی سه شرکت بزرگ بود: تلویزیون بیستم، ام‌جی‌ام تله‌ویژن و کلمبیا پیکچرز. به دلیل مشارکت‌های فراوان در صنعت تلویزیون، او یک ستاره در پیاده‌روی مشاهیر هالیوود دارد.
از فیلم‌ها یا مجموعه‌های تلویزیونی که وی در آن‌ها نقش داشته‌است، می‌توان به گردان گمشده اشاره نمود.